# Tổng Lãnh sự quán Hoa Kỳ tại Thành phố Hồ Chí Minh
Tổng Lãnh sự quán Hoa Kỳ tại Thành phố Hồ Chí Minh (tiếng Anh: Consulate General of the United States of America, Ho Chi Minh City) đại diện cho lợi ích của chính phủ Mỹ ở Thành phố Hồ Chí Minh (trước đây gọi là Sài Gòn), Việt Nam. Lãnh sự quán báo cáo với đại sứ ở Đại sứ quán Hoa Kỳ tại Hà Nội. Trước khi Việt Nam thống nhất năm 1975, Tổng Lãnh sự quán Hoa Kỳ chính là Đại sứ quán Hoa Kỳ tại Sài Gòn, Việt Nam Cộng hòa.
Tổng Lãnh sự Hoa Kỳ hiện nay tại Thành phố Hồ Chí Minh là Susan Burns.
Tổng Lãnh sự quán được Ngoại trưởng Mỹ Madeleine Albright khánh thành trong một buổi lễ vào ngày 8 tháng 9 năm 1999.